# Francesca Manicone
Francesca Manicone (Roma, 11 giugno 1977) è una doppiatrice italiana.

## Biografia
Tra le attrici che ha doppiato, vi sono Emily Blunt, Emma Roberts, Karen Gillan, Katherine Waterston, Vanessa Kirby, Elizabeth Debicki, Morena Baccarin, Romola Garai, Ginnifer Goodwin, Blake Lively, Meghan Markle.

## Doppiaggio

### Cinema
- Karen Gillan in Oculus - Il riflesso del male, Guardiani della Galassia, La grande scommessa, Guardiani della Galassia Vol. 2, The Circle, Avengers: Infinity War, Avengers: Endgame, Il richiamo della foresta, Thor: Love and Thunder, Guardiani della Galassia Vol. 3
- Emily Blunt in Il diavolo veste Prada, Sunshine Cleaning, I Muppet, Edge of Tomorrow - Senza domani, Sicario, La ragazza del treno, A Quiet Place - Un posto tranquillo, A Quiet Place II, Il profumo dell'erba selvatica
- Blake Lively in The Town, Lanterna Verde, Paradise Beach - Dentro l'incubo, Café Society, Chiudi gli occhi - All I See Is You, Un piccolo favore, The Rhythm Section, It Ends With Us - Siamo noi a dire basta, Gossip Girl
- Katherine Waterston in Vizio di forma, Animali fantastici e dove trovarli, La truffa dei Logan, Animali fantastici - I crimini di Grindelwald, The World to Come, Animali fantastici - I segreti di Silente, Babylon
- Vanessa Kirby in Questione di tempo, Io prima di te, The Frankenstein Chronicles, Pieces of a Woman, The Son, Napoleon, Eden
- Jessica Biel in Elizabethtown, Capodanno a New York, Total Recall - Atto di forza, Vicolo cieco
- Morena Baccarin in Spy, Deadpool, Deadpool 2, Greenland, Deadpool & Wolverine
- Emma Roberts in Little Italy - Pizza, amore e fantasia, Holidate, La fattoria maledetta
- Elizabeth Debicki in Operazione U.N.C.L.E., The Night Manager, MaXXXine
- Mélanie Thierry in Babylon A.D., Perfect Day, La douleur
- Anna Camp in Voices, Pitch Perfect 2, Pitch Perfect 3
- Amber Heard in Justice League, Aquaman, Zack Snyder's Justice League, Aquaman e il regno perduto
- Drew Barrymore in Beverly Hills Chihuahua, Qualcosa di straordinario
- Odette Yustman in Beverly Hills Chihuahua 2, Beverly Hills Chihuahua 3: Viva La Fiesta!
- Misako Renbutsu in Fullmetal Alchemist - La vendetta di Scar, Fullmetal Alchemist - Alchimia finale
- Olga Kurylenko in 7 psicopatici, Johnny English colpisce ancora
- Jane Krakowski in Kit Kittredge: An American Girl
- Rose Byrne in X-Men - L'inizio, X-Men - Apocalisse
- Katrina Bowden in Sex Movie in 4D, Monolith, 47 metri - Great White
- Paola Núñez in Bad Boys for Life, La caduta della casa degli Usher, Bad Boys: Ride or Die
- Chloe Fineman in Megalopolis, Quel pazzo venerdì, sempre più pazzo
- Jessica Stroup in Che la fine abbia inizio
- Jennifer Lawrence in The Burning Plain - Il confine della solitudine
- Julianne Nicholson in I segreti di Osage County
- Brooke D'Orsay in Boygirl - Questione di... sesso
- Brooklyn Decker in Mia moglie per finta
- Ginnifer Goodwin in La verità è che non gli piaci abbastanza
- Amanda Bynes in Big Fat Liar, Hairspray - Grasso è bello
- Eleanor Gecks in Alice in Wonderland
- Katie Cassidy in Chiamata da uno sconosciuto
- Kelly Brook in Piranha 3D
- Imogen Poots in Solitary Man, Need for Speed
- Veronica Taylor in My One and Only
- Amanda Seyfried in Gone
- Amanda Crew in Isabelle - L'ultima evocazione
- Lauren Bittner in Bride Wars - La mia migliore nemica
- Mona Fastvold in L'amore e altri luoghi impossibili
- Aly Michalka in Easy Girl
- Jillian Bell in The Master
- Sydney Lemmon in Firestarter
- Anna Schinz in Heidi
- Sophie Lowe in Two Mothers
- Shelley Hennig in Ouija
- Lorenza Izzo in The Green Inferno
- Sarah Power in Good Witch
- Priyanka Chopra in Baywatch
- Daniella Pineda in The Plane
- Maria Grazia Di Meo in Kadaver
- Pegah Ferydoni in Maga Martina 2 - Viaggio in India
- Jayma Mays in Come per disincanto - E vissero infelici e scontenti
- Yvonne Catterfeld in La bella e la bestia
- Annabelle Wallis in Mine
- Maria Ehrich in Un fratello a 4 zampe
- Anna Paquin in True Spirit
- Kat Graham in Honey 2 - Lotta ad ogni passo
- Ashley Bratcher in Unplanned - La storia vera di Abby Johnson
- Julianne Hough in Nonno scatenato
- Angie Cepeda in Cavalli selvaggi
- Alix Angelis in Imaginary
- Ishtar Currie-Wilson in Omen - L'origine del presagio
- Mary Holland  in Maggie Moore(s) - Un omicidio di troppo
- Indira Varma in Mission: Impossible - Dead Reckoning
- Ffion Jolly in One Life
- Maribel Verdú in Invito a un assassinio
- Nora Zehetner in Tart - Sesso, droga e... college, Brick - Dose mortale
- Ida Ursin-Holm in Come sempre a Natale
- Rosalie Thomass in L'aggiusta-cuori
- Janina Gavankar in Borderlands
- Laura Benanti in Fidanzata in affitto
- Samsaya Sampda Sharma in Sorella di neve
- Sophie Wilde in Babygirl
- Katrina Law in Werevolves
- Kaitlin Olson in High Potential

### Film TV
- Jessica Raine in Un'avventura nello spazio e nel tempo
- Laura Donnelly in Licantropus
- Karen Gillan in Guardiani della Galassia Holiday Special

### Film d'animazione
- Dandelion in Barbie Fairytopia, Barbie Fairytopia - Mermaidia e Barbie Fairytopia - La magia dell'arcobaleno
- Brigida in Trolls, Trolls World Tour, Trolls 3 - Tutti insieme
- Nolee in My Scene - Vacanze in Jamaica, My Scene - Festa in Costume, My Scene - Stelle di Hollywood
- Ayumi in Inuyasha the Movie - Il castello al di là dello specchio e Inuyasha the Movie - La spada del dominatore del mondo
- Katie in Pets - Vita da animali e Pets 2 - Vita da animali
- Asuna Yūki in Sword Art Online Extra Edition e Sword Art Online - The Movie: Ordinal Scale
- Catwoman in Batman: Hush, Batman contro Jack lo squartatore
- Li Fudie in Card Captor Sakura - The Movie
- Dai in Inuyasha the Movie - L'isola del fuoco scarlatto
- Himawari Kunogi in xxxHOLiC - Il film
- Mia in Cars - Motori ruggenti
- Ella in Cenerentola e gli 007 nani
- Claire Wheeler in Monsters University
- Laura in Goool!
- Flopsy Rabbit in Peter Rabbit
- Destiny in Alla ricerca di Dory
- Raquelle IN Il diario di Barbie
- Mariposa in Barbie Mariposa e le sue amiche fate farfalle
- Melody in Barbie e il castello di diamanti
- Rhonda Wellington Lloyd in Hey Arnold! Il film della giungla
- Perla, Perla Gialla, Perla Blu e Alexandrite in Steven Universe: il film
- Tamaki Iwato in Suzume
- Sailor Aluminum Siren in Pretty Guardian Sailor Moon Cosmos - Il film
- Unicorso in IF - Gli amici immaginari
- Disgusto di Bree in Inside Out 2
- Honey in Fixed - Un'ultima avventura

### Serie televisive e miniserie
- Katrina Law in Hawaii Five-0, Magnum, P.I., NCIS - Unità anticrimine, NCIS: Hawai'i
- Italia Ricci in Designated Survivor, The Good Doctor, The Imperfects
- Emma Roberts in American Horror Story, Scream Queens
- Indira Varma in Il Trono di Spade, Obi-Wan Kenobi
- Jenna Dewan in Supergirl, Superman & Lois
- Anneliese van der Pol in Raven, A casa di Raven
- Lauren German in Lucifer, Hawaii Five-0
- Jessica Raine in L'amore e la vita - Call the Midwife, The Devil's Hour
- Kat Graham in The Vampire Diaries
- Jessica Stroup in 90210, Iron Fist
- Aisling Bea in Living with Yourself
- Katrin Heß in Squadra Speciale Cobra 11
- Yael Grobglas in Reign
- Nicole Dicker in Screech Owls
- Amber Anderson in Peaky Blinders
- Charlotte Arnold in Naturalmente Sadie!
- Katharina Lorenz in Sara Stein
- Lily Rabe in The Whispers
- Meagan Good e Brooklyn Sudano in Tutto in famiglia
- Bridget Neval in Geni per caso
- Amy Acker in Angel
- Bianca Lawson in Pretty Little Liars
- Leila Buchanan in The Event
- Erik Per Sullivan in Malcolm
- Asher Keddie in Ascolta i fiori dimenticati
- Blake Lively in Gossip Girl
- Lady Gaga in Friends: The Reunion
- Emily VanCamp in Everwood
- Karen Gillan in Doctor Who
- Spencer Grammer in Greek - La confraternita
- Tahyna Tozzi in Blue Water High
- Kerry Bishé in Scrubs
- Jamie-Lynn DiScala ne I Soprano
- Carlotta Cornehl in Grani di pepe
- Ashley Tisdale in Hellcats
- Cassie Scerbo in Make It or Break It - Giovani campionesse
- Alexandra Chando in The Lying Game
- Erin Sanders in Big Time Rush
- Angela Kinsey in The Office
- Becca Tobin in Glee
- Kristen Bell in The Good Place
- Meghan Markle in Suits
- Tracy Spiridakos in Revolution
- Amaia Salamanca in Velvet
- Bitsie Tulloch in Grimm
- Elyse Levesque in Cedar Cove
- Carla Jimenez in The Mick
- Aly Michalka in iZombie
- Megan Park in La vita segreta di una teenager americana
- Clara Alonso in Violetta
- Jessy Schram in C'era una volta
- Klariza Clayton in Skins
- Nadia Hilker in The 100
- Elisa Lasowski in Versailles
- Esther Acebo in La casa di carta
- Melissa O'Neil in The Rookie
- Janet Montgomery in New Amsterdam
- Alissa Jung in Maria di Nazaret
- Cecilia Suárez in Amore e vendetta - Zorro
- Kimberly Sue Murray in V Wars
- Allie MacDonald in What/If
- Sarah Shahi in Sex/Life
- Genevieve Padalecki in Walker
- Son Te-jin in Crash Landing on You
- Sara Paxton in Ritorno ad Halloweentown
- Morena Baccarin in The Endgame - La regina delle rapine
- Margarita Levieva in The Deuce - La via del porno
- Zoë Tapper in La coppia quasi perfetta
- Joanne Froggatt in Downton Abbey
- Kersti Bryan in Tales of the Walking Dead
- Genelle Williams in Warehouse 13
- Jayma Mays in Six Feet Under
- Hannah van der Westhuysen in The Sandman
- Petra Buckova in Martyisdead
- Rose Leslie in Vigil - Indagine a bordo
- Pegah Ferydoni in A Murder at the End of the World
- Peri Baumeister in Das Signal - Segreti dallo spazio
- Janina Gavankar in Non ho mai...
- Laura Benanti in Royal Pains
- Kelly Reilly in Yellowstone
- Katherine Waterston in The Agency

### Soap opera e telenovelas
- Katrina Bowden in Beautiful
- Erika Schaefer in Fashion House
- Kim-Sarah Brandts in My Life
- Jytte-Merle Böhrnsen in Bianca
- Lina Rabea Mohr in La strada per la felicità
- Priscila Perales in Pasión prohibida
- Alejandra Llorente in Sei sorelle
- Clara Alonso in Violetta

### Serie animate
- Principessa Galatea in Winx Club
- Carol in Invincible
- Wasp in Avengers - I più potenti eroi della Terra (1^voce)
- Melissa in Baby Looney Tunes
- Bunty in Disincanto
- Mizu in Blue Eye Samurai
- Darcy (ep. 18x12, 24x1) e Mary Tannenbaum (ep. 32x10) ne I Simpson
- Jilian Russell ne I Griffin
- Pristine Manderbelt in Crash Canyon
- Skye in The Replacements - Agenzia sostituzioni
- April in Vicini di campagna
- Cecile Croomy in Code Geass: Lelouch of the Rebellion
- Kaoru Kiryū in Pretty Cure Splash Star
- Nene in Shin Chan
- Azukina in Fresh Pretty Cure!
- Aya Hoshino in Super GALS! - Tre ragazze alla moda
- Puchuu (forma carina) e Ropponmatsu (forma bambina) in Excel Saga
- Mimiru in .hack//SIGN
- Ayumi in Inuyasha
- Bebeo in Michiko e Hatchin
- Reka in Strange Dawn
- Asuna Yūki in Sword Art Online (1^ voce)
- Perla e le altre Perle in Steven Universe
- Kitty in A tutto reality presenta: Missione Cosmo Ridicola
- Julia in A tutto reality - L'isola: Il ritorno
- Penelope Pitstop in Wacky Races[1] (serie 2017)
- Tsukino Miyazawa in Le situazioni di Lui & Lei
- Invernia in Sofia la principessa
- Eva in Simone
- Cleo in Clifford
- Jeanie in Z-Girls
- Brigida in Trolls - La festa continua!
- Camille Léon in Kim Possible
- Nina Purpleton in Mobile Suit Gundam 0083: Stardust Memory
- Rhonda Wellington Lloyd in Hey, Arnold!
- Harmony in Hi Hi Puffy AmiYumi
- Kizuna AI in Ingress: The Animation
- Kasey Anne in Super ladri
- Valerie Cooper in X-Men '97
- Kagura in Fairy Tail (1^voce)
- Abigaile "Abby" Ortiz in Tomb Raider - La leggenda di Lara Croft
- Kanoko Saimori in il mio matrimonio felice

### Videogiochi
- Ioreth in La Terra di Mezzo: L'ombra di Mordor (2014)[2]
- Wasp in Disney Infinity 2.0 (2014)[3]
- Poison Ivy in LEGO DC Super-Villains (2018)[4]
- Maiko Maeda in Cyberpunk 2077 (2020)[5]
- Nova in Horizon Forbidden West (2023)[6]
- Vivian, venditrice ambulante ad Alaperduta, mercante dal fare inquisitore in Final Fantasy XVI (2023)[7]